# Jón Trepczik
Jón Trepczik (22. října 1907 – 3. září 1989 Wejherowo) byl kašubský básník, učitel a překladatel (Johann Wolfgang von Goethe: Die glucklichen Gatten - "Szczeslëwi żeniałi)". Jde o autora sbírky Odecknienié (1977). Širší veřejnosti je znám ale zejména jako autor velkého slovníku polsko-kašubského (Słownik polsko-kaszubski, 1994 - ISBN 8385011730).
Za své úspěchy byl vyznamenán Řádem Polonia Restituta (pátou třídou).